# 終成眷屬

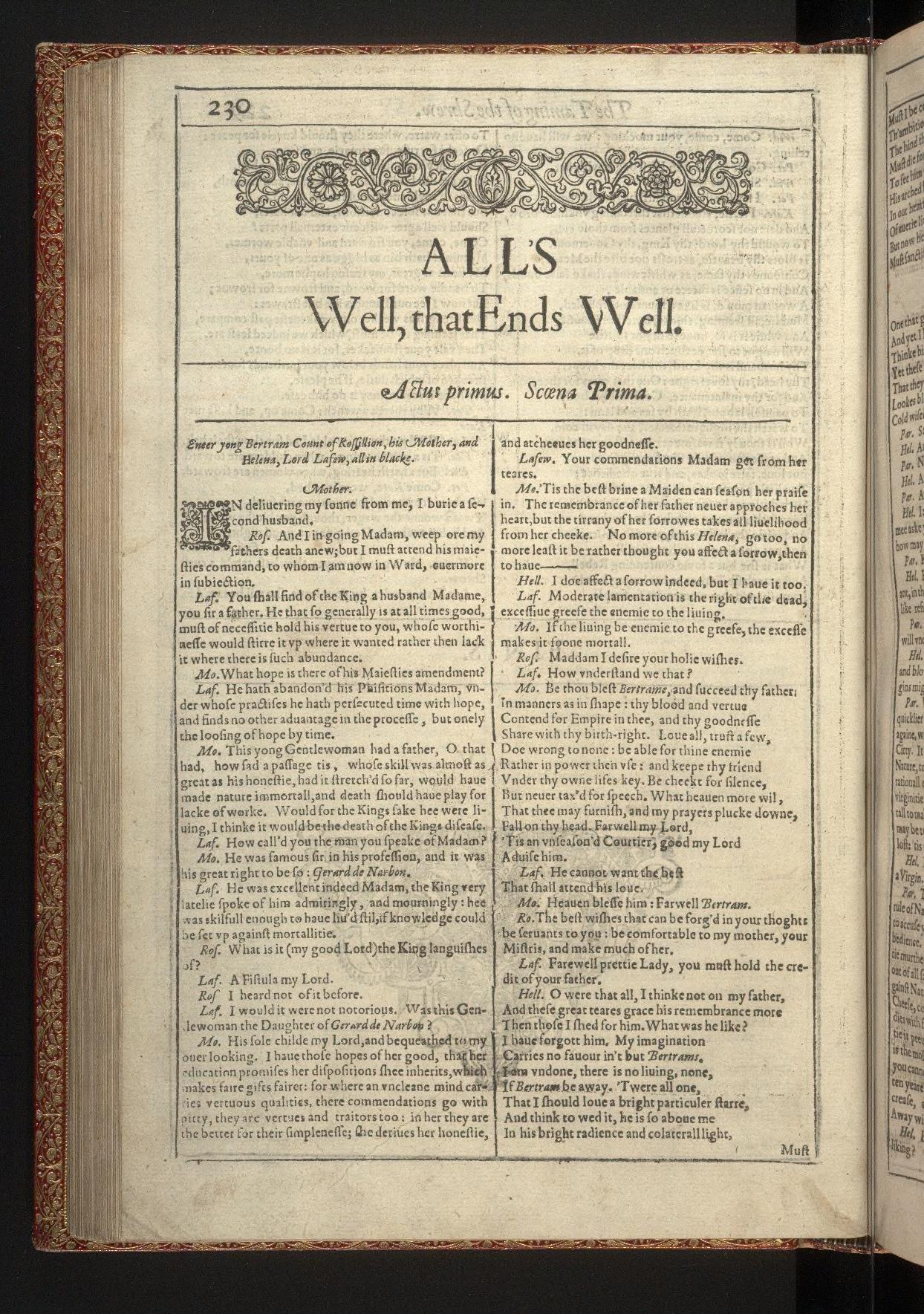
《終成眷屬》在1623年出版的莎士比亞戲劇《第一對開本》中的首頁

《終成眷屬》（英語：All's Well That Ends Well）是威廉·莎士比亞的一部戲劇，於1623年在《第一對開本》中出版，列在喜劇中。關於這部戲劇的創作日期存在爭議，可能的日期範圍從1598年到1608年不等。
這部戲劇被認為是莎士比亞的「問題劇」之一，這是一種類型的戲劇，提出了需要比通常簡單解決方案更複雜的倫理困境。

## 人物
- 法國國王
- 佛羅倫薩公爵
- 貝特朗，魯西永伯爵
- 魯西永伯爵夫人，貝特朗的母親
- 拉瓦什，她家中的小丑
- 海倫娜，受伯爵夫人保護的貴婦000
- 拉菲，一位老貴族
- 帕洛勒斯，貝特朗的追隨者
- 佛羅倫薩的一位老寡婦，姓卡皮萊特
- 黛安娜，寡婦的女兒
- 魯西永伯爵夫人的管家
- 維奧倫塔（幽靈角色）和瑪麗安娜，寡婦的鄰居和朋友
- 一位侍童
- 士兵、僕人、紳士和朝臣

## 劇情簡介
海倫娜是法國-西班牙伯爵夫人的低階庶民庇護人，她愛上了伯爵夫人的兒子貝特朗，但貝特朗對她不聞不問。貝特朗前往巴黎，接替他已故的父親，成為病重的法國國王的隨從。海倫娜則是一位新近去世的醫師的女兒，她跟隨貝特朗前往巴黎，表面上是為了向國王提供醫療服務。國王對她的醫治持懷疑態度，而她則以自己的生命作為賭注：如果國王身亡，她將被處以極刑；但如果國王康復，她可以從宮廷中選擇一位丈夫。
國王痊愈後，海倫娜選擇了貝特朗，但貝特朗因她的貧困出身而拒絕她。國王強迫他與海倫娜結婚，但婚禮後貝特朗立即前往意大利參戰，甚至未與她道別。他聲明，只有當海倫娜懷上他的孩子並戴上他的家族戒指時，他才會真正接受她為妻。海倫娜返回到伯爵夫人那裡，伯爵夫人對兒子的行為感到震驚，並宣稱海倫娜是她的女兒，以代替貝特朗。
在意大利，貝特朗成為一名成功的戰士，同時也頗受當地處女的青睞。海倫娜跟隨他到意大利，並結識了貝特朗迷戀的處女戴安娜，並策劃由自己代替戴安娜與貝特朗共處一室。戴安娜用海倫娜的一枚戒指來交換貝特朗的戒指。如此，海倫娜在貝特朗不知情的情況下，完成了他們的婚姻，並獲得了他的戒指。
海倫娜偽裝自己已死。貝特朗以為自己已經擺脫了她，便返回家中。他試圖與當地一位貴族的女兒結婚，但戴安娜出面阻止了這門婚事。海倫娜現身並揭示了戒指交換的真相，宣布她已經達成了貝特朗的挑戰；貝特朗對她為贏得他的愛所做的一切感到印象深刻，發誓要愛她。於是，一切終於達成圓滿結局。
劇中還包括了關於貝特朗的朋友帕洛勒斯的副線故事，他是一個對貝特朗不忠的懦夫：宮廷中的一些貴族試圖讓貝特朗明白他的朋友帕洛勒斯只是個吹牛的懦夫，正如拉菲和伯爵夫人所說的那樣。他們說服帕洛勒斯進入敵方領土取回他丟棄的鼓。在他前往的途中，他們假扮成敵軍士兵，俘虜了他，並在貝特朗觀看的情況下，讓他背叛了他的朋友並誹謗貝特朗的名譽。

## 來源

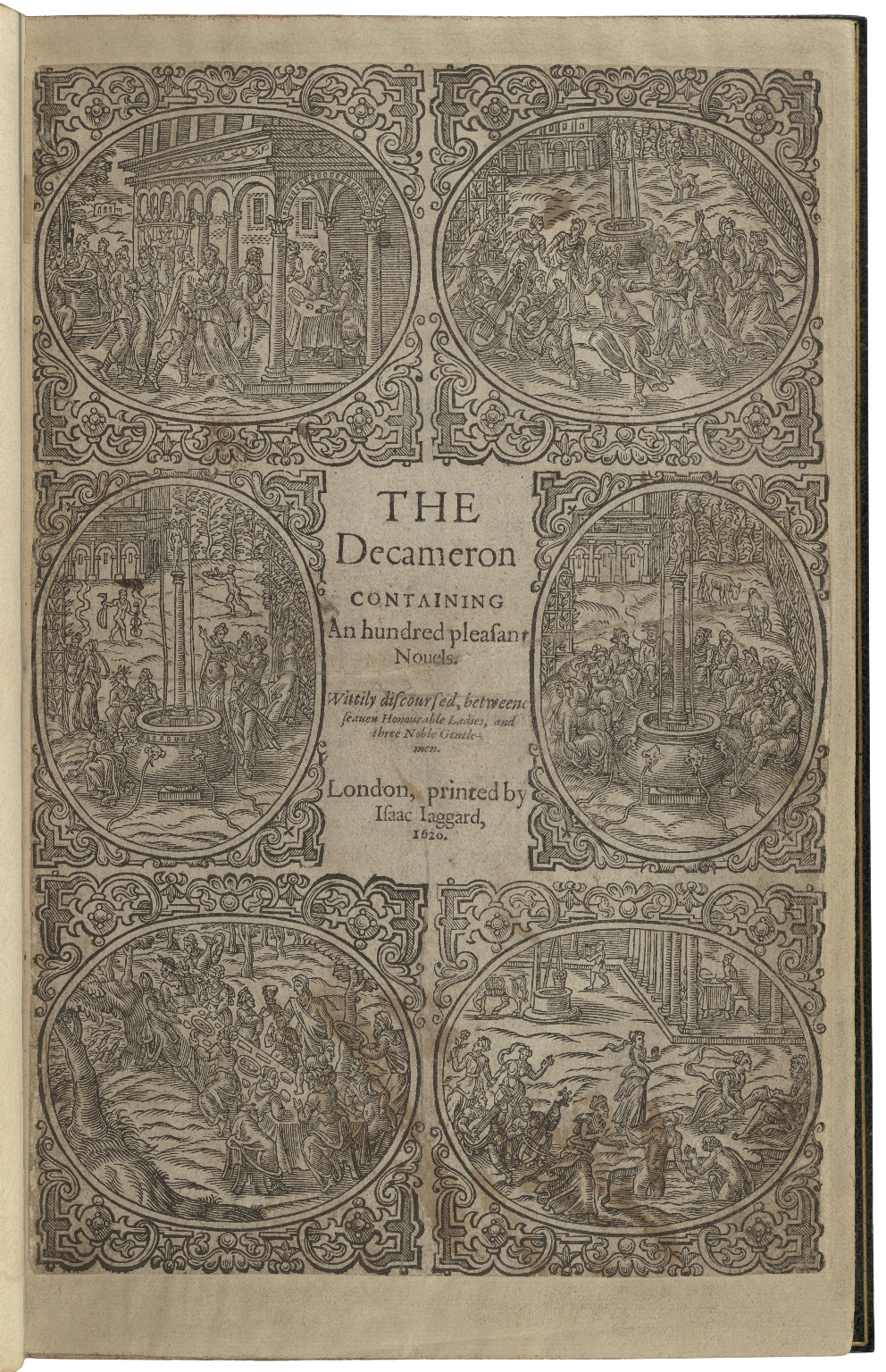
一本由艾薩克·賈加德於1620年印刷的薄伽丘《十日談》副本，包含一百個愉快的故事。

這部戲劇基於薄伽丘《十日談》的第九天的第九個故事，吉列塔·迪·納爾博納的故事。F. E. 韓禮德（F. E. Halliday）推測莎士比亞可能讀過威廉·佩因特在《愉快宮殿》（Palace of Pleasure）中對這個故事的法語翻譯。

## 書目
Evans, G. Blakemore, The Riverside Shakespeare, 1974.
Fraser, Russell. . The New Cambridge Shakespeare 2. Cambridge, England: Cambridge University Press. 2003. ISBN 978-0-521-53515-1.
Lawrence, W. W., Shakespeare's Problem Comedies, 1931.
Price, Joseph G., The Unfortunate Comedy, 1968.
Schoff, Francis G., "Claudio, Bertram, and a Note on Interpretation", Shakespeare Quarterly, 1959.
Styan, J. L., Shakespeare in Performance series: All's Well That Ends Well, 1985.

## 外部連結
- 《終成眷屬》 - Standard Ebooks
- All's Well That Ends Well - 古腾堡计划
- Folger Shakespeare Library: All's Well That Ends Well
- MaximumEdge.com Shakespeare: All's Well That Ends Well （页面存档备份，存于） – 可搜索的場景索引版本。
- LibriVox中的公有领域有声书《All's Well That Ends Well》